# Sancy (Meurthe-et-Moselle)
Sancy (Luxemburg: Welsch-Senzech) is een gemeente in het Franse departement Meurthe-et-Moselle (regio Grand Est) en telt 327 inwoners (1999).
De gemeente maakt deel uit van het arrondissement Briey en sinds 22 maart 2015 van het kanton Pays de Briey. Daarvoor hoorde het bij het kanton Audun-le-Roman, dat op die dag opgeheven werd.

## Geografie
De oppervlakte van Sancy bedraagt 13,1 km², de bevolkingsdichtheid is 25,0 inwoners per km².
De onderstaande kaart toont de ligging van Sancy (Meurthe-et-Moselle) met de belangrijkste infrastructuur en aangrenzende gemeenten.

## Demografie
Onderstaande figuur toont het verloop van het inwonertal (bron: INSEE-tellingen).

Abbéville-lès-Conflans · Affléville · Anderny · Anoux · Audun-le-Roman · Avillers · Avril · Les Baroches · Béchamps · Bettainvillers · Beuvillers · Domprix · Fléville-Lixières · Gondrecourt-Aix · Joppécourt · Joudreville · Jœuf · Landres · Lantéfontaine · Lubey · Mairy-Mainville · Malavillers · Mercy-le-Bas · Mercy-le-Haut · Mont-Bonvillers · Mouaville · Murville · Norroy-le-Sec · Ozerailles · Piennes · Preutin-Higny · Sancy · Thumeréville · Trieux · Tucquegnieux · Val-de-Briey · Xivry-Circourt
1. ↑  Populations de référence 2022.